# Efrem (miejscowość)
Efrem (bułg. Ефрем) – wieś w południowej Bułgarii, w obwodzie Chaskowo, w gminie Madżarowo. Według danych Narodowego Instytutu Statystycznego, 31 grudnia 2012 roku wieś liczyła 81 mieszkańców.